# Lauro Müller
Lauro Severiano Müller (1863. november 8. – 1926. július 30.) brazil politikus, diplomata és katonai mérnök. 

## Élete

### Ifjúkora
1863-ban született Santa Catarin állam, Itají nevezetű városában, Brazíliában. Édesapja (Peter Müller) és édesanyja (Anna Michels) német emigránsok voltak, a Rajna-vidékről. Unokatestvére Filipe Schmidt (szintén német származású) két terminuson keresztül Santa Catarina állam elnöke volt. Katonai szolgálatra jelentkezett, majd később egy kereskedelmi irodában kapott munkát.

### Politikai pályafutása
Politikai pályafutása 1889-ben kezdődött meg, mikor Deodoro da Fonseca, brazil miniszterelnök őt nevezte ki az állam elnökévé. Később az állam szenátora lett (1899-1926). Befolyásos politikusként több közlekedési és ipari reformot is végrehajtott Brazíliában, miközben folyamatosan kisebb írásokban publikálta a munkássága alatt szerzett tapasztalatait. Barão do Rio Branco brazil külügyminiszter halálát követően őt választották külügyminiszterré, ám 1917-ben kénytelen volt aláírni lemondását, mert német származása miatt az emberek nem voltak képesek eltűrni pozíciójában. Hivatalos útjai során számos külföldi kitüntetésben részesült. Amerikai látogatása alkalmával a Harvard Egyetem a Doctor Honoris Causa címet adományozta neki, míg Japánban tiszteletbeli szamurájjá avatták.
Visszatért szülőállamába, ahol ismét elnöknek választották, ám ő lemondott a címről és államának szenátora maradt. Müller népszerű volt gyakorlati alkotásai (Rio de Janeiro főtere és kikötője) miatt, azonban német származása miatt gyakran megvetették. Az idős politikus 1926-ban hunyt el Rio de Janeiróban.

## Lásd még
- Brazília az első világháborúban
- Első világháború
- Brazília

## Fordítás
- Ez a szócikk részben vagy egészben  a   Lauro Müller című angol Wikipédia-szócikk fordításán alapul.  Az eredeti cikk szerkesztőit annak laptörténete sorolja fel. Ez a jelzés csupán a megfogalmazás eredetét és a szerzői jogokat jelzi, nem szolgál a cikkben szereplő információk forrásmegjelöléseként.